# Cory Booker
Cory Anthony Booker este un politician din Statele Unite ale Americii, senator pentru New Jersey.

## Legături externe
Citate legate de Cory Booker la Wikicitat
site-ul campaniei prezidențiale.